# Triaenodes theiophorus
Triaenodes theiophorus är en nattsländeart som beskrevs av Arturs Neboiss och Wells 1998. Triaenodes theiophorus ingår i släktet Triaenodes och familjen långhornssländor. Inga underarter finns listade i Catalogue of Life.